# Берёзово (Рамонский район)
Берёзово — село в Рамонском районе Воронежской области.
Административный центр Берёзовского сельского поселения.

## История
Берёзово является одним из старейших поселений Воронежской области, возникшим в начале XVII века. В Писцовой книге 1615 года упоминается как село с деревянной церковью и 30 дворами.

## Население
| 1859 | 1897  | 2010  |
| ---- | ----- | ----- |
| 866  | ↗1066 | ↗1542 |

## Улицы
| - ул. Абрикосовая, - ул. БСХК, - ул. БСХК Учхоз, - ул. Болотная, - ул. Весенняя, - ул. Виноградная, | - ул. Гагарина, - ул. Дорожная, - ул. Жемчужная, - ул. Лазурная, - ул. Ленина, - ул. Лесная, | - ул. Ляхова, - ул. Мира, - ул. Молодёжная, - ул. Набережная, - ул. Нагорная, - ул. Овражная, | - ул. Пляжная, - ул. Приозёрная, - ул. Свободы, - ул. Старцева, - ул. Студенческая, - ул. Фабричная. |

## Достопримечательности
В селе расположена Церковь Воздвижения Креста Господня, построенная в 1903 году.